# ArtCenterOngoing
Art Center Ongoing（あーとせんたーおんごーいんぐ）は、ギャラリー、ライブラリー、カフェを併設した小さな芸術複合施設。代表は小川希。

## 施設[1]
- 2008年1月26日、オープン。

- 2011年、入場料制度を導入。
- 2013年、アーティスト・イン・レジデンスプログラム「Ongoing AIR」を開始。
- 2016年、Ongoing Collective結成[2]。
- 2018年、十周年を迎え、記録集『Art Center Ongoing 2008-2018 現在進行形の10年間』を刊行[3]。
- 2025年6月1日、横浜にてArt Center NEW[4]の活動を開始予定[5]。

## 主な展覧会
- 「堕落お遍路村から学ぶ、愛と平和のディストピア　小鷹拓郎」（2014）

- 「毛利悠子　ソバージュ 都市の中の野生」[6]
- 「じゃぽにかぱみゅぱみゅのじゃぽにかぱみゅぱみゅーじあむ」(2013)[7]
- 「美しいブロー　志村信裕」(2012)

- 「山本高之　きみのみらいをおしえます」(2012)
- 「僕の代わりに妻のオノヨーコがパフォーマンスをします。」(2012)
- 「Signals　東方悠平 / 小田原のどか」(2012)

- 「Bの巨人たち　永畑智大個展」(2012)[8]
- 「出津京子・地主麻衣子」(2010)[9]
- 「ポテトと河童とラブレター」(2010)
- 「陸上バタフライ　原田賢幸・永畑智大」(2010)

- 「フォトン展」(2009)[10]